# Tour de França de 2006
El Tour de França 2006 va ser el 93è Tour de França i es disputà entre l'1 i el 23 de juliol del 2006. El Tour va començar amb un pròleg a Estrasburg, a la frontera franco - alemanya, i va acabar als Camps Elisis de París. Es va recórrer una distància de 3.657 quilòmetres a una velocitat mitjana de 40,78 km/h (la tercera més ràpida de tota la història). Es van visitar cinc països a part de la mateixa França, fent que fos un dels tours més internacionals dels últims anys. Per primera vegada des del Tour de França 1999 no hi va haver contrarellotge per equips.
Com altres tours dels anys 90, aquest tour va ser afectat per escàndols de dopatge. Abans del tour, molts corredors - incloent-hi els favorits Jan Ullrich i Ivan Basso - van ser exclosos del tour per la seva implicació en l'Operació Port. A més, el guanyador del tour, l'estatunidenc Floyd Landis va donar positiu per testosterona al control antidopatge de la dissetena etapa. El segon classificat, Óscar Pereiro, va demanar que se'l declarés campió de la Grande Boucle, però ell també va donar positiu, en aquest cas per salbutamol. Tanmateix, la Unió Ciclista Internacional li va donar permís per usar el salbutamol pel seu tractament de l'asma. Landis fou considerat oficialment el guanyador del tour, mentre dura el seu recurs legal. El 20 de setembre de 2007, el president de l'UCI, Pat McQuaid, assegurava que després de la decisió del tribunal d'antidopatge dels Estats Units de confirmar el positiu de Landis, es podia considerar a Pereiro guanyador oficial.

## Equips participants
En aquesta edició hi varen participar només els 20 equips.
| N.    | Cod. | Equip                          |
| ----- | ---- | ------------------------------ |
| 1-9   | DSC  | Discovery Channel              |
| 11-19 | CSC  | Team CSC                       |
| 21-29 | TMO  | T-Mobile Team                  |
| 31-39 | A2R  | AG2R Prévoyance                |
| 41-49 | GST  | Gerolsteiner                   |
| 51-59 | RAB  | Rabobank                       |
| 61-69 | DVL  | Davitamon-Lotto                |
| 71-79 | PHO  | Phonak Hearing Systems         |
| 81-89 | LAM  | Lampre-Fondital                |
| 91-99 | CEI  | Caisse d'Epargne-Illes Balears |

| N.      | Cod. | Equip                 |
| ------- | ---- | --------------------- |
| 101-109 | QSI  | Quick Step-Innergetic |
| 111-119 | C.A  | Crédit Agricole       |
| 121-129 | EUS  | Euskaltel-Euskadi     |
| 131-139 | COF  | Cofidis               |
| 141-149 | SDV  | Saunier Duval-Prodir  |
| 151-159 | FDJ  | Française des Jeux    |
| 161-169 | LIQ  | Liquigas              |
| 171-179 | BTL  | Bouygues Télécom      |
| 181-189 | MRM  | Team Milram           |
| 191-199 | AGR  | Agritubel             |

## Etapes
| Etapa  | Data         | Recorregut                              | km       | Vencedor de l'etapa          | Líder de la general          |
| ------ | ------------ | --------------------------------------- | -------- | ---------------------------- | ---------------------------- |
| Pròleg | 1 de juliol  | Estrasburg                              | 7 (CRI)  | Thor Hushovd                 | Thor Hushovd                 |
| 1ª     | 2 de juliol  | Estrasburg - Estrasburg                 | 183      | Jimmy Casper                 | George Hincapie              |
| 2ª     | 3 de juliol  | Obernai - Esch-sur-Alzette (LUX)        | 223      | Robbie McEwen                | Thor Hushovd                 |
| 3ª     | 4 de juliol  | Esch-sur-Alzette (LUX)-Valkenburg (NED) | 216      | Matthias Kessler             | Tom Boonen                   |
| 4ª     | 5 de juliol  | Huy (BEL)-Saint-Quentin                 | 215      | Robbie McEwen                | Tom Boonen                   |
| 5ª     | 6 de juliol  | Beauvais - Caen                         | 219      | Óscar Freire                 | Tom Boonen                   |
| 6ª     | 7 de juliol  | Lisieux - Vitré                         | 184      | Robbie McEwen                | Tom Boonen                   |
| 7ª     | 8 de juliol  | Saint-Grégoire - Rennes                 | 52 (CRI) | Serhiy Honchar               | Serhiy Honchar               |
| 8ª     | 9 de juliol  | Saint-Méen-le-Grand - Lorient           | 177      | Sylvain Calzati              | Serhiy Honchar               |
| 9ª     | 11 de juliol | Bordeus - Dacs                          | 170      | Óscar Freire                 | Serhiy Honchar               |
| 10ª    | 12 de juliol | Cambo-les-Bains - Pau                   | 193      | Juan Miguel Mercado          | Cyril Dessel                 |
| 11ª    | 13 de juliol | Tarbes - Pla de Beret (CAT)             | 208      | Denis Menchov                | Floyd Landis · Cyril Dessel  |
| 12ª    | 14 de juliol | Luchon - Carcassona                     | 211      | Yaroslav Popovych            | Floyd Landis · Cyril Dessel  |
| 13ª    | 15 de juliol | Béziers - Montélimar                    | 231      | Jens Voigt                   | Óscar Pereiro                |
| 14ª    | 16 de juliol | Montélimar - Gap                        | 181      | Pierrick Fédrigo             | Óscar Pereiro                |
| 15ª    | 18 de juliol | Gap - Alpe d'Huez                       | 187      | Frank Schleck                | Floyd Landis · Óscar Pereiro |
| 16ª    | 19 de juliol | Le Bourg d'Oisans - La Toussuire        | 182      | Michael Rasmussen            | Óscar Pereiro                |
| 17ª    | 20 de juliol | Saint-Jean-de-Maurienne - Morzine       | 199      | Floyd Landis · Carlos Sastre | Óscar Pereiro                |
| 18ª    | 21 de juliol | Morzine - Mâcon                         | 193      | Matteo Tosatto               | Óscar Pereiro                |
| 19ª    | 22 de juliol | Le Creusot - Montceau-les-Mines         | 56 (CRI) | Serhiy Honchar               | Floyd Landis · Óscar Pereiro |
| 20ª    | 23 de juliol | Antony - París                          | 152      | Thor Hushovd                 | Floyd Landis · Óscar Pereiro |

01-07-2006: Estrasburg, 7,1 km. (CRI):
|   | Ciclista        | Equip             | Temps |
| - | --------------- | ----------------- | ----- |
| 1 | Thor Hushovd    | Crédit Agricole   | 8'21" |
| 2 | George Hincapie | Discovery Channel | m. t. |
| 3 | David Zabriskie | Team CSC          | + 4"  |

02-07-2006: Estrasburg, 184,5 km.:
|   | Ciclista      | Equip           | Temps     |
| - | ------------- | --------------- | --------- |
| 1 | Jimmy Casper  | Cofidis         | 4h 10'00" |
| 2 | Robbie McEwen | Davitamon-Lotto | m. t.     |
| 3 | Erik Zabel    | Milram          | m. t.     |

03-07-2006: Obernai - Esch-sur-Alzette, 228,5 km.:
|   | Ciclista      | Equip                 | Temps     |
| - | ------------- | --------------------- | --------- |
| 1 | Robbie McEwen | Davitamon-Lotto       | 5h 36'14" |
| 2 | Tom Boonen    | Quick Step-Innergetic | m. t.     |
| 3 | Thor Hushovd  | Crédit Agricole       | m. t.     |

04-07-2006: Esch-sur-Alzette - Valkenburg, 184,5 km.:
|   | Ciclista         | Equip           | Temps     |
| - | ---------------- | --------------- | --------- |
| 1 | Matthias Kessler | T-Mobile Team   | 4h 57'54" |
| 2 | Michael Rogers   | T-Mobile Team   | + 5"      |
| 3 | Daniele Bennati  | Lampre-Fondital | m. t.     |

05-07-2006: Huy - Saint-Quentin, 207 km.:
|   | Ciclista      | Equip                          | Temps     |
| - | ------------- | ------------------------------ | --------- |
| 1 | Robbie McEwen | Davitamon-Lotto                | 4h 59'50" |
| 2 | Isaac Gálvez  | Caisse d'Epargne-Illes Balears | m. t.     |
| 3 | Óscar Freire  | Rabobank ProTeam               | m. t.     |

06-07-2006: Beauvais - Caen, 225 km.:
|   | Ciclista     | Equip                 | Temps    |
| - | ------------ | --------------------- | -------- |
| 1 | Óscar Freire | Rabobank ProTeam      | 5h18'50" |
| 2 | Tom Boonen   | Quick Step-Innergetic | m. t.    |
| 3 | Iñaki Isasi  | Euskaltel–Euskadi     | m. t.    |

07-07-2006: Lisieux - Vitré, 189 km.:
|   | Ciclista        | Equip                 | Temps     |
| - | --------------- | --------------------- | --------- |
| 1 | Robbie McEwen   | Davitamon-Lotto       | 4h 10'17" |
| 2 | Daniele Bennati | Lampre-Fondital       | m. t.     |
| 3 | Tom Boonen      | Quick Step-Innergetic | m. t.     |

08-07-2006: Saint-Grégoire - Rennes, 52 km. (CRI):
|   | Ciclista       | Equip                  | Temps     |
| - | -------------- | ---------------------- | --------- |
| 1 | Serhí Hontxar  | T-Mobile Team          | 1h 01'43" |
| 2 | Floyd Landis   | Phonak Hearing Systems | + 1'00"   |
| 3 | Sebastian Lang | Gerolsteiner           | + 1'04"   |

09-07-2006: Saint-Méen-le-Grand - An Oriant, 181 km.:
|   | Ciclista        | Equip           | Temps     |
| - | --------------- | --------------- | --------- |
| 1 | Sylvain Calzati | AG2R Prévoyance | 4h 13'18" |
| 2 | Kjell Carlström | Liquigas        | + 2'05"   |
| 3 | Patrice Halgand | Crédit Agricole | m. t.     |

11-07-2006: Bordeus - Dacs, 169,5 km.:
|   | Ciclista      | Equip            | Temps     |
| - | ------------- | ---------------- | --------- |
| 1 | Óscar Freire  | Rabobank ProTeam | 3h 35'24" |
| 2 | Robbie McEwen | Davitamon-Lotto  | m. t.     |
| 3 | Erik Zabel    | Milram           | m. t.     |

12-07-2006: Cambo-les-Bains - Pau, 190,5 km.:
|   | Ciclista            | Equip             | Temps     |
| - | ------------------- | ----------------- | --------- |
| 1 | Juan Miguel Mercado | Agritubel         | 4h 49'10" |
| 2 | Cyril Dessel        | AG2R Prévoyance   | m. t.     |
| 3 | Iñigo Landaluze     | Euskaltel–Euskadi | + 56"     |

13-07-2006: Tarbes - Pla de Beret, 206,5 km.:
|   | Ciclista        | Equip                  | Temps     |
| - | --------------- | ---------------------- | --------- |
| 1 | Denís Ménxov    | Rabobank ProTeam       | 6h 06'25" |
| 2 | Levi Leipheimer | Gerolsteiner           | m. t.     |
| 3 | Floyd Landis    | Phonak Hearing Systems | m. t.     |

14-07-2006: Luchon - Carcassona, 211,5 km.:
|   | Ciclista          | Equip             | Temps     |
| - | ----------------- | ----------------- | --------- |
| 1 | Iaroslav Popòvitx | Discovery Channel | 4h 34'58" |
| 2 | Alessandro Ballan | Lampre-Fondital   | + 27"     |
| 3 | Óscar Freire      | Rabobank ProTeam  | + 29"     |

15-07-2006: Besiers - Montélimar, 230 km.:
|   | Ciclista         | Equip                          | Temps     |
| - | ---------------- | ------------------------------ | --------- |
| 1 | Jens Voigt       | Team CSC                       | 5h 24'36" |
| 2 | Óscar Pereiro    | Caisse d'Epargne-Illes Balears | m. t.     |
| 3 | Sylvain Chavanel | Cofidis                        | + 40"     |

16-07-2006: Montélimar - Gap, 180,5 km.:
|   | Ciclista              | Equip            | Temps     |
| - | --------------------- | ---------------- | --------- |
| 1 | Pierrick Fédrigo      | Bouygues Telecom | 4h 14'23" |
| 2 | Salvatore Commesso    | Lampre-Fondital  | m. t.     |
| 3 | Christian Vande Velde | Team CSC         | + 3"      |

18-07-2006: Gap - L'Aup d'Uès, 187 km.:
|   | Ciclista         | Equip           | Temps     |
| - | ---------------- | --------------- | --------- |
| 1 | Fränk Schleck    | Team CSC        | 4h 52'22" |
| 2 | Damiano Cunego   | Lampre-Fondital | + 11"     |
| 3 | Stefano Garzelli | Liquigas        | + 1'10"   |

19-07-2006: Le Bourg-d'Oisans - La Toussuire, 182 km.:
|   | Ciclista          | Equip                          | Temps     |
| - | ----------------- | ------------------------------ | --------- |
| 1 | Michael Rasmussen | Rabobank ProTeam               | 5h 36'04" |
| 2 | Carlos Sastre     | Team CSC                       | + 1'41"   |
| 3 | Óscar Pereiro     | Caisse d'Epargne-Illes Balears | + 1'54"   |

20-07-2006: Saint-Jean-de-Maurienne - Morzine-Avoriaz, 200,5 km.:
|   | Ciclista          | Equip                  | Temps     |
| - | ----------------- | ---------------------- | --------- |
| 1 | Floyd Landis      | Phonak Hearing Systems | 5h 23'36" |
| 2 | Carlos Sastre     | Team CSC               | + 5'40"   |
| 3 | Christophe Moreau | AG2R Prévoyance        | + 5'57"   |

21-07-2006: Morzine-Avoriaz - Mâcon, 197 km.:
|   | Ciclista        | Equip                       | Temps     |
| - | --------------- | --------------------------- | --------- |
| 1 | Matteo Tosatto  | Quick-Step Alpha Vinyl Team | 4h 16'15" |
| 2 | Cristian Moreni | Cofidis                     | m. t.     |
| 3 | Ronny Scholz    | Gerolsteiner                | + 2"      |

22-07-2006: Le Creusot - Montceau-les-Mines, 56 km. (CRI):
|   | Ciclista       | Equip                  | Temps     |
| - | -------------- | ---------------------- | --------- |
| 1 | Serhí Hontxar  | T-Mobile Team          | 1h 07'45" |
| 2 | Andreas Klöden | T-Mobile Team          | + 41"     |
| 3 | Floyd Landis   | Phonak Hearing Systems | + 1'11"   |

23-07-2006: Sceaux - Antony - París, 152 km.:
|   | Ciclista       | Equip           | Temps     |
| - | -------------- | --------------- | --------- |
| 1 | Thor Hushovd   | Crédit Agricole | 3h 56'52" |
| 2 | Robbie McEwen  | Davitamon-Lotto | m. t.     |
| 3 | Stuart O'Grady | Team CSC        | m. t.     |

## Classificació general
|    | Ciclista          | Equip                          | Temps      |
| -- | ----------------- | ------------------------------ | ---------- |
| 1  | Floyd Landis      | Phonak Hearing Systems         | 89h 39'30" |
| 2  | Óscar Pereiro     | Caisse d'Epargne-Illes Balears | + 57"      |
| 3  | Andreas Klöden    | T-Mobile Team                  | + 1'29"    |
| 4  | Carlos Sastre     | Team CSC                       | + 3'13"    |
| 5  | Cadel Evans       | Davitamon-Lotto                | + 5'08"    |
| 6  | Denís Ménxov      | Rabobank ProTeam               | + 7'06"    |
| 7  | Cyril Dessel      | AG2R Prévoyance                | + 8'41"    |
| 8  | Christophe Moreau | AG2R Prévoyance                | + 9'37"    |
| 9  | Haimar Zubeldia   | Euskaltel–Euskadi              | + 12'05"   |
| 10 | Michael Rogers    | T-Mobile Team                  | + 15'07"   |
| 11 | Fränk Schleck     | Team CSC                       | + 17'46"   |
| 12 | Damiano Cunego    | Lampre-Fondital                | + 19'19"   |
| 13 | Levi Leipheimer   | Gerolsteiner                   | + 19'22"   |
| 14 | Michael Boogerd   | Rabobank ProTeam               | + 19'46"   |
| 15 | Markus Fothen     | Gerolsteiner                   | + 19'57"   |
| 16 | Pietro Caucchioli | Crédit Agricole                | + 21'12"   |
| 17 | Tadej Valjavec    | Lampre-Fondital                | + 26'25"   |
| 18 | Michael Rasmussen | Rabobank ProTeam               | + 28'33"   |
| 19 | José Azevedo      | Discovery Channel              | + 38'08"   |
| 20 | Marzio Bruseghin  | Lampre-Fondital                | + 43'05"   |

- Floyd Landis fou desposseït de la victòria, que passà a mans de Óscar Pereiro.

## Classificació de la Muntanya
|   | Ciclista           | Equip                  | Punts     |
| - | ------------------ | ---------------------- | --------- |
| 1 | Michael Rasmussen  | Rabobank ProTeam       | 166 punts |
| 2 | Floyd Landis       | Phonak Hearing Systems | 131 punts |
| 3 | David de la Fuente | Saunier Duval-Prodir   | 113 punts |

## Classificació per Punts
|   | Ciclista      | Equip           | Punts     |
| - | ------------- | --------------- | --------- |
| 1 | Robbie McEwen | Davitamon-Lotto | 288 punts |
| 2 | Erik Zabel    | Milram          | 199 punts |
| 3 | Thor Hushovd  | Crédit Agricole | 195 punts |

## Millor Jove
|   | Ciclista        | Equip            | Temps       |
| - | --------------- | ---------------- | ----------- |
| 1 | Damiano Cunego  | Lampre-Fondital  | 89h 58'49"  |
| 2 | Markus Fothen   | Gerolsteiner     | + 38"       |
| 3 | Matthieu Sprick | Bouygues Telecom | + 1h 29'12" |

## Millor Equip
|   | Equip            | Nacionalitat  | Temps       |
| - | ---------------- | ------------- | ----------- |
| 1 | T-Mobile Team    | Alemanya      | 269h 08'46" |
| 2 | Team CSC         | Dinamarca     | + 17'04"    |
| 3 | Rabobank ProTeam | Països Baixos | + 23'26"    |

## Progrés de les classificacions
Aquesta taula mostra el progrés de les diferents classificacions durant el desenvolupament de la prova.
| Etapa (Guanyador)               | Classificació General | Classificació de la Muntanya | Classificació per Punts | Classificació de millor jove | Classificació per equips |
| ------------------------------- | --------------------- | ---------------------------- | ----------------------- | ---------------------------- | ------------------------ |
| 0Pròleg (CRI) (Thor Hushovd)    | Thor Hushovd          | no es repartiren punts       | Thor Hushovd            | Joost Posthuma               | Discovery Channel        |
| 0Etapa 1 (Jimmy Casper)         | George Hincapie       | Fabian Wegmann               | Jimmy Casper            | Benoît Vaugrenard            | Discovery Channel        |
| 0Etapa 2 (Robbie McEwen)        | Thor Hushovd          | David de la Fuente           | Robbie McEwen           | Benoît Vaugrenard            | Discovery Channel        |
| 0Etapa 3 (Matthias Kessler)     | Tom Boonen            | Jérôme Pineau                | Tom Boonen              | Markus Fothen                | Discovery Channel        |
| 0Etapa 4 (Robbie McEwen)        | Tom Boonen            | Jérôme Pineau                | Robbie McEwen           | Markus Fothen                | Discovery Channel        |
| 0Etapa 5 (Óscar Freire)         | Tom Boonen            | Jérôme Pineau                | Robbie McEwen           | Markus Fothen                | Discovery Channel        |
| 0Etapa 6 (Robbie McEwen)        | Tom Boonen            | Jérôme Pineau                | Robbie McEwen           | Benoît Vaugrenard            | Discovery Channel        |
| 0Etapa 7 (CRI) (Serhí Hontxar)  | Serhí Hontxar         | Jérôme Pineau                | Robbie McEwen           | Markus Fothen                | T-Mobile Team            |
| 0Etapa 8 (Sylvain Calzati)      | Serhí Hontxar         | Jérôme Pineau                | Robbie McEwen           | Markus Fothen                | T-Mobile Team            |
| 0Etapa 9 (Óscar Freire)         | Serhí Hontxar         | Jérôme Pineau                | Robbie McEwen           | Markus Fothen                | T-Mobile Team            |
| 0Etapa 10 (Juan Miguel Mercado) | Cyril Dessel          | Cyril Dessel                 | Robbie McEwen           | Markus Fothen                | AG2R Prévoyance          |
| 0Etapa 11 (Denís Ménxov)        | Floyd Landis          | David de la Fuente           | Robbie McEwen           | Markus Fothen                | T-Mobile Team            |
| 0Etapa 12 (Iaroslav Popòvitx)   | Floyd Landis          | David de la Fuente           | Robbie McEwen           | Markus Fothen                | T-Mobile Team            |
| 0Etapa 13 (Jens Voigt)          | Óscar Pereiro         | David de la Fuente           | Robbie McEwen           | Markus Fothen                | Team CSC                 |
| 0Etapa 14 (Pierrick Fédrigo)    | Óscar Pereiro         | David de la Fuente           | Robbie McEwen           | Markus Fothen                | Team CSC                 |
| 0Etapa 15 (Fränk Schleck)       | Floyd Landis          | David de la Fuente           | Robbie McEwen           | Markus Fothen                | Team CSC                 |
| 0Etapa 16 (Michael Rasmussen)   | Óscar Pereiro         | Michael Rasmussen            | Robbie McEwen           | Markus Fothen                | Team CSC                 |
| 0Etapa 17 (Carlos Sastre)       | Óscar Pereiro         | Michael Rasmussen            | Robbie McEwen           | Damiano Cunego               | T-Mobile Team            |
| 0Etapa 18 (Matteo Tosatto)      | Óscar Pereiro         | Michael Rasmussen            | Robbie McEwen           | Damiano Cunego               | T-Mobile Team            |
| 0Etapa 19 (CRI) (Serhí Hontxar) | Óscar Pereiro         | Michael Rasmussen            | Robbie McEwen           | Damiano Cunego               | T-Mobile Team            |
| 0Etapa 20 (Thor Hushovd)        | Óscar Pereiro         | Michael Rasmussen            | Robbie McEwen           | Damiano Cunego               | T-Mobile Team            |